# Regulatorni enzim
Regulatorni enzim je enzim u biohemijskom putu koji putem svog responsa na prisustvo određenih drugih biomolekula reguliše aktivnost puta. Do toga obično dolazi na puteve čiji proizvodi mogu biti potrebni u različitim količinama u različito vreme, kao što je produkcija hormona. Regulatorni enzimi postoje u visokim koncentracijama (nizak Vmax) tako da njihova aktivnost može da bude povećana ili smanjena sa promenom koncentracije supstrata.

## Pregled
Regulatorni enzimi su obično prvi enzimi u multienzimskom sistemu: produkat reakcije katalizovane prvim enzimom je supstrat drugog enzima, tako da ćelija može da kontroliše količinu rezultirajućeg produkta putem regulacije aktivnosti prvog enzima u biohemijskom putu.
Postoji mnoštvo strategija aktivacije i deaktivacije regulatornih enzima. Regulatornim enzimima je neophodan dodatni aktivacioni proces i oni moraju da prođu kroz izvesne modifikacije u svojoj 3D strukturi da bi postali funkcionalni, na primer, katalizujući enzimi (regulatorni enzimi). Regulacija aktivacije tih katalizujućih enzima je neophodna da bi se regulisala celokupna reakciona brzina, tako da je moguće da se dobije potrebna količina produkta u datom vremenu. To daje regulatornim enzimima biološki značaj. Regulatorni enzimi u pogledu svoje kontrolisane aktivacije mogu da se podele u dva tipa: alosterne enzime i kovalentno modulisane enzime; mada enzim može da kombinuje oba tipa regulacije.

## Alosterni enzimi
Ovaj tip enzima sadrži dva mesta vezivanja, za substrat enzima i za efektore. Efektori su mali molekuli koji modulišu enzimsku aktivnost; oni funkcionišu putem reverzibilnog, nekovalentnog vezivanja regulatornog metabolita u alosterno mesto (koje nije aktivno mesto). Kad su vezani, ovi metaboliti ne učestvuju direktno u katalizi, mada su oni esencijalni: oni dovode do konformacionih promena u konkretnom delu enzima. Te promene utiču na sveukupnu konformaciju aktivnog mesta, uzrokujući modifikacije aktivnosti reakcije.
Svojstva
Alosterni enzimi generalno imaju veću masu od drugih enzima. Za razliku od slučaja enzima sa jednom podjedinicom, u ovom slučaju protein se sastoji od više jedinica, koje sadrže aktivna mesta i mesta vezivanja regulatornog molekula. Oni manifestuju specijalnu kinetiku: kooperaciju. Kod njih konfiguracione promene svakog lanca proteina uzrokuju promene u drugim lancima. Te promene se javljaju na tercijarnim i kvaternarnim nivoima organizacije.
Na bazi vida modulacije, enzimi se mogu klasifikovati u dve grupe:
- Homotropni alosterni enzimi: substrat i efektor učestvuju u modulaciji enzima, što utiče na katalitičku aktivnost enzima.
- Heterotropni alosterni enzimi: samo efektor vrši ulogu modulacije.

### Povratna inhibicija
Kod nekih multienzimskih sistema, regulatorni enzim biva inhibiran krajnjim produktom, kad god njegova koncentracija premaši ćelijske potrebe. Na taj način je brzina reakcije kontrolisana količinom produkta koji je potreban ćeliji (što su manje potrebe, to sporije reakcija teče).
Povratna inhibicija je jedna od najvažnijih funkcija proteina. Zahvaljujući povratnoj inhibiciji, ćelija može da zna da li je količina produkta dovoljna za njen opstanak ili postoji nedostatak produkta (ili je višak produkta prisutan). Ćelija ima sposobnost mehaničkog reagovanja na tu vrstu situacije i rešavanja problema količine produkta. Jedan primer povratne inhibicije u ljudskim ćelijama je protein akonitaza (enzim koji katalizuje izomeraciju citrata u izocitrat). Kad je ćeliji potrebno gvožđe, ovaj enzim gubi molekul gvožđa i njegova forma se menja. Kad dođe do toga, akonitaza se konvertuje u IRPF1, translacioni represor ili iRNK stabilizator koji represuje formiranje proteina koji vezuju gvožđe i favorizuje formiranje proteina koji mogu da uzmu gvožđe iz ćelijskih reservi.

## Kovalentno modulisani enzimi
Ovde se aktivna i neaktivna forma enzima razlikuju usled prisustva kovalentne modifikacije njihovih struktura, što katalizuju drugi enzimi. Ovaj tip retulacije se sastoji od adicije ili eliminacije nekih molekula, koji mogu da budu vezani na enzim. Najvažnije grupe koje funkcionišu kao modifikatori su fosfat, metil, uridin, adenin i adenozin difosphat ribozil. Ove grupe bivaju dodate ili eliminisane sa proteinskih struktura posredstvom drugih enzima. Najznačajnija kovalentna modifikacija je fosforilacija. Serin, treonin i tirozin su obično aminokiseline koje učestvuju u kovalentnim modifikacijama i koje se koriste za kontrolu enzimskih katalitičkih aktivnosti. Kinaze i fosfataze su najpoznatije klase enzima koje posreduju ove modifikacije, kojima se uzrokuju promene konformacionih stanja i time afinitet vezivanja supstrata.

### Fosforilacija
Fosforilacija je adicija fosfatnih grupa na proteine, što je najčešći mehanizam regulatorne modifikacije u ćelijama. Ovaj proces se odivija kod prokariotskih i eukariotskih ćelija (u ovom tipu ćelija, trećina ili polovina proteina je podložna fosforilaciji). Usled njene velike zastupljenosti, fosforilacija ima veliki značaj u ćelijskim regulatornim putevima. Dodatak fosforilne grupe na enzim katalizuju kinaze, dok eliminaciju ove grupe katalizuju fosfataze. Zastupljenost fosforilacije kao regulatornog mehanizma je posledica lakoće promene iz fosforilovane forme u defosforilovanu formu.
Fosforilacija ili defosforilacija čine enzim funkcionalnim u vreme kad je ćeliji potrebno da se reakcija odvija. Efekti koji se proizvode adicijom fosforil grupa radi regulisanja kinetike reakcija se mogu podelitu u dve grupe:
- Fosforilacija menja konformaciju enzima čime se stvara više ili manje aktivno stanje (e.g. regulacija glikogen fosforilazom). Svaka fosfatna grupa se sastoji od dva negativna naelektrisanja, tako da adicija ove grupe može da uzrokuje važne promene u konformaciji enzima. Fosfat može da privuče pozitivno naelektrisane aminokiseline ili da kreira repulzivne interakcije sa negativno naelektrisanim aminokiselinama. Ove interakcije mogu da promene konformaciju i funkciju enzima. Kad fosfataza ukloni fosfatne grupe, enzim se vraća u svoju inicijalnu konformaciju.
- Fosforilacija modifikuje afinitet enzima za supstrat (e.g. fosforilacija isocitratnom dehidrogenazom kreira elektrostatičko odbijanje čime se inhivira unija supstrata i aktivnog centra). Do fosforilacija može doći u aktivnom centru enzima. Time se može promeniti konformacija tog aktivnog centra, što direktno utiče na njegovu sposobnost prepoznavanja supstrata. Isto tako, jonizovani fosfat može da privuče neke delove supstrata, koji se zatim može vezati za enzim.

Fosforilacija i defosforilacija se mogu odvijati kao rezultat responsa na signale koji upozoravanju na promenu stanja ćelije. To znači da su neki putevi u kojima učestvuju enzimi regulisani fosforilacijom nakon dospeća specifičnog signala: promene u ćeliji.
Neki enzimi mogu da fosforilišu na višestrukim mestima. Prisustvo fosforil grupe u delu proteina može da bude zavisno od enzimskog savijanja (što može da učini protein u većoj ili manjoj meri dostupnim proteinskim kinazama) i neposredne blizine drugih fosforilnih grupa.

### Proteoliza
Neki enzimi moraju da prođu kroz proces maturacije da bi se aktivirali. Prekurzor (neaktivno stanje, bolje poznato kao zimogen) prvo biva biva sintetisan, i zatim presecanjem specifičnih peptidnih veza (enzimatska kataliza putem hidrolitičkog selektivnog razdvajanja), njegova 3D konformacija biva znatno modifikovana, pri čemu se formira katalitički funkcionalni oblik, i nastaje aktivni enzim.
Proteoliza je nepovratan i normalno nespecifičan proces. Jedan aktivator može da moduliše različite regulatorne enzime: nakon što je tripsin aktiviran, on aktivira mnoge druge hidrolitičke enzime. Proteoliza isto tako može da bude brza i jednostavna, kao što je hidroliza jedne peptidne veze kojom se menja konformacija proteina i obrazuje aktivno mesto, čime se omogućava interakcija između enzima i supstrata, na primer, himotripsinska aktivacija (kao što se može videti na slikama).
Mnogi različiti tipovi proteina sa specifičnim ulogama u metabolizmu se aktiviraju proteolizom.
- Moćni hidrolitički enzimi, na primer digestivni enzimi, se aktiviraju putem proteolize čime se osigurava da oni ne mogu da hidrolizuju bilo koji neželjeni protein dok ne dospeju na odgovarajuće mesto: hidrolizacioni proteinski zimogeni se sintetišu u pankreasu i akumuliraju u vezikulama gde oni ostaju bezopasnom obliku. Kad su oni potrebni, izvesni homonski i nervni stimulusi izazivaju oslobađanje zimogena direktno u gastrointestinalni trakt gde dolazi do njihove aktivacije.
- Neki telesni odgovori moraju da budu neposredni tako da enzimi koji kataliziraju te reakcije moraju biti pripremljeni, ali ne i aktivni. Iz tog razloga zimogen se sintetiše i ostaje spreman za brzu aktivaciju. Koagulacioni respons je baziran na enzimatskog kaskadi proteolitičke maturacije. Putem aktivacije prvog katalitičkog enzima dolazi do aktivacije velike količine enzima sledećeg koraka i neophodna količina produkta se brzo dostiže kad se za to ukaže potreba.
- Proteini vezivnog tkiva kao što je kolagen (zimogen: prokolagen), hormoni poput insulina (zimogen: proinsulin) i proteini koji učestvuju u procesima razvića i apoptoze (programirane ćelijske smrti) se isto tako proteolitički aktiviraju.

Proteoliza je nepovratna, što podrazumeva potrebu postojanja procesa enzimske deaktivacije. Specifični inhibitori, analozi supstrata, mogu da budu snažno vezani za enzim, čime blokiraju pristup supstrata. Ova unija može da traje mesecima.